# Agostino Agazzari
Agostino Agazzari (ur. 2 grudnia 1578  w Sienie, zm. 10 kwietnia 1640 tamże) – włoski kompozytor okresu baroku.
Komponował psalmy, madrygały, motety, muzykę kościelną oraz dzieła sceniczne takie jak dramat pastoralny Eumelio z 1606, nawiązującego do wzorców florenckich oraz stosującego rozwinięte zwrotkowe formy wariacyjne. Opracował zasady użycia basso continuo. Autor dzieł teoretycznych Del sonare sopra il basso eon tutti li stromenli e dell' uso loro nel concerto (Siena, 1607) oraz La musica ecclesiastica (Siena, 1638).
Agazzari podzielił instrumenty muzyczne na fundamentalne (prowadzące bas generalny) oraz ornamentalne (prowadzące melodię), co wynikało z charakterystycznej dla barokowego dualizmu monodii wyróżniającej głos basowy służący za akompaniament oraz głos sopranowy odpowiedzialny za melodię. Doceniał twórczość Giovanniego Pierluigiego da Palestriny, a także uważał, iż dyminucja „przydaje piękna koncertowi”. W 1609 rozpowszechnił fałszywą anegdotę zgodnie, z którą msza skomponowana przez Giovanniego Pierluigiego da Palestrinę, Missa Papae Marcelli, doprowadziła do zachowania przez papieża Marcelego II muzyki wielogłosowej w liturgii chrześcijańskiej. Historię tę przytoczył później Michael Praetorius w dziele Syntagma musicum.